# Џон Рид
Џон Рид (енгл. John Reed; 1887—1920), био је амерички новинар, песник и социјалистички активиста, дописник из Србије и сведок страдања српског становништва од стране аустроугарске војске.
Као ратни дописник с почетка 20. века био је на свим фронтовима репортерски описујући ратне ужасе и страдања. Обишао је Мексико, Русију, Грчку, Србију, Бугарску, Француску, Италију, Пољску, како би упознао америчко јавно мњење са правом и ужасном истином. Доласком у Србију, његово путовање је трајало је 28 дана, од 20. априла до 18. маја 1915. године. Крећући се маршрутом Ниш-Крагујевац-Београд-Раковица-Ада Циганлија-Обреновац-Шабац-Прњавор-Лозница-Гучево-Крупањ-Завлака-Ваљево-Ниш, могао је само да потврди страшне злочине које су на сваком кораку чинили војници Аустроугарске монархије.
Његово сведочанство је објавио у књизи „Србија – земља смрти”, где је забележио:
У време прве инвазије многи су остали у Шапцу, надајући се да ће бити безбедни. Али војници су насрнули као дивље звери по граду, палећи, пљачкајући, силујући. Видели смо опустошени хотел ’Европу’ и поцрнелу и унакажену цркву у коју је три хиљаде људи, жена и деце било сабијено без хране и воде и држано унутра три дана, а затим подељено у групе: једни су били послати у Аустрију као ратни заробљеници, а други терани пред војском док је она наступала на југ против Срба. Ово није неоснована прича или хистерична оптужба, као што је често био случај у Француској и Белгији, то је чињеница доказана мноштвом сведочанстава која су под заклетвом дале стотине учесника тог ужасног марша...
Остао је упамћен као писац антологијских књига „Десет дана који су потресли свет“, „Устанички Мексико“ и „Рат у источној Европи“, у којој је и део о рату у Србији.
Умро је у Москви од тифуса и са непуне тридесет три године сахрањен је у зидине Кремља, 17. октобра 1920. године. Његови текстови о Србији и Србима с пролећа 1915. године стигли су у Србију тек 1975. године.